# Michael Frey
Michael Frey (Münsingen, 19 luglio 1994) è un calciatore svizzero, attaccante del QPR.

## Carriera

### Club
Il 12 maggio 2012, a 18 anni, debutta tra i professionisti con la maglia dello Young Boys contro il Thun, la squadra che lo aveva cresciuto calcisticamente. Viene successivamente messo al centro del progetto dal tecnico Ulrich Forte, tanto da essere nominato Miglior talento del campionato svizzero 2013.
Il 1º settembre 2014, ultimo giorno di calciomercato, viene acquistato dal Lilla per sostituire Salomon Kalou, recentemente prelevato dall'Hertha Berlino. Col club francese firma un contratto quadriennale e debutta due settimane dopo nel match di campionato contro il Nantes. Il 1º novembre 2014 segna il suo primo gol con la maglia dei Dogues che apre le marcature nella sfida pareggiata 1-1 contro il Saint-Étienne. Il 17 gennaio 2015 allo Stade du Moustoir contro il Lorient subisce un grave infortunio (frattura della caviglia destra) che lo costringe a saltare la restante parte di stagione.
Durante la sessione estiva del calciomercato 2015, Frey non supera le visite mediche col Nottingham Forest e, dopo sei mesi di inattività, il 26 gennaio 2016 si accorda per un prestito al Lucerna. Il 14 febbraio, tredici mesi dopo l'infortunio, scende di nuovo in campo nel match contro lo Zurigo. Col Lucerna Frey va a segno complessivamente tre volte in 16 partite.
Il 29 giugno 2016 il giocatore rescinde definitivamente il contratto col Lilla e fa ritorno allo Young Boys. Dopo una stagione a Berna, conclusa col secondo posto in campionato dopo il Basilea, il 19 giugno 2017 si trasferisce allo Zurigo, con cui vince la Coppa Svizzera 2017-18.
Nell'estate 2018 firma un contratto quadriennale con i turchi del Fenerbahçe. Dopo una stagione altalenante, condita da 3 reti in 14 presenze, il 19 agosto 2019 viene prestato al Norimberga, club di seconda divisione tedesca.
Il 17 giugno 2021, il Fenerbahçe annuncia il suo trasferimento all'Anversa a titolo temporaneo. Si rivela sin da subito fondamentale nell'attacco del club belga e, l'8 agosto 2021, mette a segno tutte e cinque le reti con cui i biancorossi battono lo Standard Liegi (5-2).
Il 20 gennaio 2023, dopo tre stagioni e mezzo in Belgio, viene ceduto in prestito ai tedeschi dello Schalke 04, neopromossi in Bundesliga.

### Nazionale
Segna la sua prima rete con la Svizzera Under-21 a Pola il 14 novembre 2013 in occasione della partita valida per le qualificazioni all'Europeo 2015 contro la Croazia Under-21, siglando il momentaneo 1-0 (partita poi vinta per 2-0).

## Palmarès
- Coppa Svizzera: 1

Zurigo: 2017-2018